# 少路和伸
少路和伸（しょうじ かずのぶ、1969年2月9日 - ）は、大阪府大阪市生まれの絵描き。

## 人物概要
大阪学院大学経済学部卒。
1991年、大学卒業後にグラフィックデザイナーとして勤務するが、2年後退社し日本一周の旅にでる。旅先で自然の持つ力強さと人の心に触れ、絵の道を目指すことを決意する。その後、特に誰に師事することもなく独自の作風を確立。代表的な作品には日本昔話をモチーフに日本の原風景を描いた「昔話シリーズ」やライフワークとも言える「サンタクロースシリーズ」がある。アクリル絵具を使って描く青い空が印象的な作風は有名人にもファンが多く、ギタリスト押尾コータロー氏の「BlueSky」も少路和伸の絵をモチーフに作曲したオリジナル曲。現在は青森県青森市のアトリエにて制作活動を行う。
FM802のDJヒロ寺平とは親交が深く、彼のオフィスにも少路作品があり、ラジオ番組「ヒロT'S モーニング・ジャム」にも個展の案内を兼ねて何度か出演している。また前出の押尾コータローのMBSラジオ番組「ナニワ音楽（ミュージック）ショウ 押尾コータローの押しても!弾いても!」（毎週水曜）にも同じく出演している。
BEGINのボーカリスト比嘉栄昇のソロアルバム「とうさんか」(2006年8月発売)のアルバムジャケットを手掛ける。沖縄限定販売のシングル3種も同じく少路の絵が使われている。またギタリスト押尾コータロー氏のベストアルバム「BlueSky」(2006年9月発売)のジャケット絵も手掛けている。
青森ねぶた祭りのねぶた師である竹浪比呂央氏と親交が深く、竹浪氏のねぶた製作スタッフとしてねぶたの彩色を手掛けていた。また、定期的に「竹浪比呂央・少路和伸二人展」を開催していた。
著書には、昔話シリーズの絵本「桃太郎」「かさじぞう」「うらしま太郎」「かぐや姫」がある。また2003年-2004年のNHK出版「みんなのうた」の本に絵と文が掲載された。パズルメーカーアップルワンより、7種のジグソーパズルが発売されている。
また阿藤 鋭郎著「天然自然農法のすすめ」の表紙、広沢タダシ著絵本「きぐるみのモッコくん」の絵を担当
2017年5月4日大分県玖珠郡九重町にある九州芸術の杜内に少路和伸美術館開館。
2017年6月24日、朝日放送テレビ 朝だ！生です旅サラダの番組内で、自ら大ファンであると公言する勝俣州和氏によって紹介された。
2018年4月より西美の杜美術館にて作品15点を常設展示開始。
2018年より九州芸術の杜内にサンタミュージアム建設中。
2019年5月4日・5日九州芸術の杜　春の芸術祭2019年5月4日・5日にて上棟式。